# Die Wilden Kerle (Filmreihe)

Joachim Masannek, Regisseur und Drehbuchautor der Filmreihe Die Wilden Kerle

Die Filmreihe Die Wilden Kerle ist eine deutsche Kinder- und Jugendfilmreihe, die auf den gleichnamigen Büchern von Joachim Masannek basiert. Die Reihe umfasst insgesamt sechs Filme, die zwischen 2003 und 2016 veröffentlicht wurden. Sie erzählt die Abenteuer einer Gruppe fußballbegeisterter Kinder, die sich selbst „Die Wilden Kerle“ nennen. Die Filme wurden zu einem bedeutenden Teil der deutschen Popkultur und haben eine treue Fangemeinde.

## Hintergrund
Die Idee zur Filmreihe Die Wilden Kerle entstand aus den realen Erlebnissen von Joachim Masannek als Trainer der Jugendfußballmannschaft seines Sohnes und dessen Freunden. Diese Gruppe junger Fußballspieler, die tatsächlich existierte, inspirierte Masannek dazu, Geschichten zu schreiben, die später die Basis für die Buch- und anschließend die Filmreihe bildeten. Masannek erzählte, dass „die Wilden Kerle“ wirklich existierten und Teil des TSV Grünwald waren, einer Mannschaft, die er trainierte und die gegen starke Gegner wie FC Bayern München antreten wollte.
Die Filmreihe begann mit dem ersten Film Die Wilden Kerle im Jahr 2003 und setzte sich mit mehreren Fortsetzungen fort, wobei der letzte Film Die Wilden Kerle – Die Legende lebt! 2016 erschien. Die Filme zeichnen sich durch eine Mischung aus Sport, Abenteuer und einer Prise Phantasie aus, wobei der Fußball stets im Zentrum der Handlung steht.
Die Filme sind bekannt für ihre energiegeladene Darstellung von Jugend und Sport, wobei Fußball das zentrale Thema ist. Die Filme setzen auf Bewegung, Action und Erlebnisreichtum, was besonders bei einer jungen, überwiegend männlichen Zielgruppe Anklang findet. Die Charaktere und ihre Abenteuer spiegeln eine Welt wider, in der Teamgeist, Mut und die Überwindung von Herausforderungen im Vordergrund stehen.
Die Filme nutzen typische Elemente des Jugendfilms, wie die Darstellung von Freundschaft, erste Liebe und Konflikte mit Erwachsenen oder rivalisierenden Gruppen. Diese werden jedoch in einem Rahmen präsentiert, der stark von sportlichen Wettkämpfen und einem fast märchenhaften Kampf zwischen Gut und Böse geprägt ist.

## Die Filme

### Die Wilden Kerle(2003)
Die Wilden Kerle (2003), bei dem Masannek auch Regie führte, erzählt die Geschichte einer Gruppe fußballbegeisterter Kinder, die sich selbst „Die Wilden Kerle“ nennen. Die Hauptfiguren sind Leon (Jimi Blue Ochsenknecht), sein Bruder Marlon (Wilson Gonzalez Ochsenknecht) und ihre Freunde Fabi (Constantin Gastmann), Raban (Raban Bieling), Juli (Jonathan Beck), Joschka (Kevin Iannotta) und Maxi (Marlon Wessel). Gemeinsam erleben sie Abenteuer und Herausforderungen, die ihre Freundschaft und ihren Teamgeist stärken.
Die Handlung dreht sich um den Kampf der „Wilden Kerle“ um ihren geliebten Bolzplatz, den „Teufelstopf“, der von einer älteren und stärkeren Gruppe, den „Unbesiegbaren Siegern“ unter der Führung von Michi (Florian Heppert), in Beschlag genommen wird. Um ihren Platz zurückzuerobern, müssen „die Wilden Kerle“ innerhalb von zehn Tagen ein entscheidendes Fußballspiel gegen die Sieger gewinnen. Unterstützung erhalten sie dabei von Kioskbudenbesitzer Willi (Rufus Beck), der früher einmal Profifußballer war.
Der Film thematisiert Werte wie Freundschaft, Teamgeist und Mut und zeigt, wie die Charaktere über sich hinauswachsen und lernen, zusammenzuarbeiten, um ihre Ziele zu erreichen. Die Produktion von Die Wilden Kerle zeichnete sich durch eine enge Zusammenarbeit zwischen Masannek und den jungen Schauspielern aus, was dem Film eine besondere Authentizität verleiht.
Die Wilden Kerle wurde positiv aufgenommen und erzielte eine breite Resonanz beim Publikum. Er wurde besonders für seine energiegeladene Inszenierung und die positive Botschaft gelobt. Trotz einiger Kritikpunkte bezüglich der Darstellung der Erwachsenenfiguren und der manchmal übertriebenen Darstellung der Kinder, wurde der Film für seine Fähigkeit, junge Zuschauer zu unterhalten und zu inspirieren, geschätzt.

### Die Wilden Kerle 2
Die Wilden Kerle 2 ist ein deutscher Kinder- und Jugendfilm aus dem Jahr 2005, der auf der gleichnamigen Buchreihe von Joachim Masannek basiert. Der Film setzt die Abenteuer der fußballbegeisterten Gruppe „Die Wilden Kerle“ fort und fokussiert sich diesmal weniger auf Fußball, sondern vielmehr auf die Themen Liebe und Freundschaft.
In der Fortsetzung verliebt sich Vanessa, eines der besten Mitglieder der „Wilden Kerle“, in Gonzo Gonzales, den Anführer einer Skatergang. Gonzo verbietet ihr jedoch, weiterhin Fußball zu spielen, was die Teilnahme der „Wilden Kerle“ am Endspiel gegen den SV 1906 gefährdet. Ohne Vanessa scheint das Team keine Chance zu haben, das Finale zu gewinnen, welches ihnen die einmalige Gelegenheit bieten würde, gegen Spieler der Nationalmannschaft anzutreten.
„Die Wilden Kerle“ stehen vor der Herausforderung, Vanessa zurück in die Mannschaft zu holen, um ihre Träume nicht platzen zu lassen. Als ein Plan scheitert, erkennen sie, dass sie möglicherweise auf den Rat eines Erwachsenen hören sollten. Insbesondere Leon muss lernen, die wirklich wichtigen Dinge zu erkennen und zu seinen wahren Gefühlen zu stehen.
Der Film wurde für seine energiegeladene Inszenierung und die Darstellung der kindlichen Abenteuer und Herausforderungen gelobt. Die Schauspielleistungen der jungen Darsteller, darunter Jimi Blue Ochsenknecht als Leon und Sarah Kim Gries als Vanessa, wurden positiv hervorgehoben. Die Sets, darunter der bretterzaunumringte „Teufelstopf“ und ein Baumhaus, tragen zur lebendigen Atmosphäre des Films bei.
Die Wilden Kerle 2 begeistert mit viel Action, gut aufgelegten Schauspielern und einem tollen Soundtrack, der die Handlung mit deutschen Texten begleitet und kommentiert. Der Film spricht vor allem eine junge, überwiegend männliche Zielgruppe an und thematisiert auf kindgerechte Weise die ersten Erfahrungen mit Liebe und die Bedeutung von Freundschaft und Teamgeist.

### Die Wilden Kerle 3
Die Wilden Kerle 3, veröffentlicht im Jahr 2006, ist die zweite Fortsetzung der beliebten deutschen Kinder- und Jugendfilmreihe, die auf den Büchern von Joachim Masannek basiert. In diesem Teil der Reihe stehen die inzwischen etwa 14-jährigen Mitglieder der Fußballmannschaft „Die wilden Kerle“ vor neuen Herausforderungen, sowohl auf dem Fußballfeld als auch in ihrem persönlichen Leben.
Die Handlung des Films dreht sich um ein entscheidendes Spiel gegen eine Mädchenbande, die „Biestigen Biester“. „Die Wilden Kerle“ müssen nicht nur ihre fußballerischen Fähigkeiten unter Beweis stellen, sondern auch mit persönlichen Enttäuschungen und Ängsten umgehen. Im Laufe des Films lernen die Charaktere, was es bedeutet, solidarisch zu sein und als Team zusammenzustehen.
Die Wilden Kerle 3 zeichnet sich durch seine energiegeladene Darstellung von Jugend und Sport aus, wobei der Fokus auf der Entwicklung der Charaktere und ihrer Beziehungen untereinander liegt. Der Film thematisiert wichtige Werte wie Freundschaft, Mut und die Überwindung von Herausforderungen, die für das junge Publikum von großer Bedeutung sind.
Die Produktion und Inszenierung des Films unter der Regie von Joachim Masannek tragen dazu bei, die lebendige und abenteuerliche Atmosphäre der Geschichte zu vermitteln. Die Darsteller, darunter viele junge Talente, liefern authentische und überzeugende Leistungen, die die Zuschauer in ihren Bann ziehen.
Insgesamt ist Die Wilden Kerle 3 ein spannender und unterhaltsamer Film, der nicht nur Fußballfans begeistert, sondern auch wichtige Botschaften über Freundschaft und Teamgeist vermittelt. Mit seiner Mischung aus Action, Humor und Emotionen spricht der Film eine breite Zielgruppe an.

### Die Wilden Kerle 4
Die Wilden Kerle 4 (2007), eigentlich DWK 4, auch bekannt unter dem Untertitel Der Angriff der Silberlichten, ist die dritte Fortsetzung der beliebten deutschen Kinderfilmreihe Die Wilden Kerle. Der Film basiert auf der Kinderbuchreihe von Joachim Masannek, der auch Regie führte und das Drehbuch schrieb. Im Gegensatz zu seinen Vorgängern löst sich DWK 4 komplett von der Handlung der ursprünglichen Buchreihe und präsentiert eine eigenständige Geschichte.
In DWK 4 haben „die Wilden Kerle“ fast alle möglichen Titel gewonnen und stehen nun vor ihrer größten Herausforderung: dem Gewinn des Freestyle-Soccer-Pokals. Um diesen zu erringen, müssen sie gegen die gefürchteten „Wölfe von Ragnarök“ antreten. Doch die Wölfe sind keine gewöhnlichen Gegner, denn hinter ihnen verbirgt sich eine noch mächtigere Kraft: Horizon, die Anführerin der „Silberlichten“, und ihre geheimnisvollen Krieger aus dem Nebel.
Die Handlung verdichtet sich, als Marlon, einer der „Wilden Kerle“, sich in Horizon verliebt, während sein Bruder Leon sie als würdige Gegnerin sieht. Diese Konstellation führt zu einem erbitterten Bruderkampf, der die Einheit der „Wilden Kerle“ zu zerbrechen droht. Inmitten dieser Spannungen muss das Team lernen, was es wirklich bedeutet, zusammenzustehen und als Mannschaft zu agieren.
Der Film endet mit einem dramatischen Finale, in dem „die Wilden Kerle“ und die „Wölfe von Ragnarök“ in einem mit Fallen gespickten Fußballplatz aufeinandertreffen. Nach einem intensiven Kampf gelingt es Leon, das entscheidende Golden Goal zu erzielen, wodurch „die Wilden Kerle“ den Freestyle-Soccer-Contest gewinnen. Doch der wahre Sieg liegt in der Erkenntnis, dass Zusammenhalt und Freundschaft die stärksten Waffen sind.
DWK 4 wurde für seine actionreiche Inszenierung und die Darstellung jugendlicher Abenteuer und Herausforderungen gelobt. Die Schauspielleistungen, insbesondere die der Ochsenknecht-Brüder Jimi Blue und Wilson Gonzales, trugen maßgeblich zum Erfolg des Films bei. Mit seiner Mischung aus Sport, Abenteuer und Fantasy spricht DWK 4 eine breite Zielgruppe an.

### Die Wilden Kerle 5
Die Wilden Kerle 5 (2008), eigentlich DWK 5, auch bekannt unter dem Untertitel Hinter dem Horizont, ist die vierte Fortsetzung der erfolgreichen deutschen Kinderfilmreihe Die Wilden Kerle. Der Film, basierend auf der Kinderbuchreihe von Joachim Masannek, der auch Regie führte, entführt die Zuschauer in ein neues Abenteuer, das weit über den gewohnten Fußballplatz hinausgeht.
In DWK 5 feiern „die Wilden Kerle“ ihren letzten Sieg gegen die „Silberlichten“ und begeben sich auf eine neue Mission, die sie in eine halb verfallene Festung aus Stahl und Beton führt. Dort treffen sie auf eine geheimnisvolle Kapuzengestalt, die ihnen mitteilt, dass Leon „tot wie ein Stein“ sei. Trotz der Warnungen durchsuchen die Kerle die Festung und begegnen schließlich den „Schattensuchern“, einer Gruppe von fußballspielenden Vampiren.
„Die Wilden Kerle“ werden von den Vampiren zu einem 3D-Fußballmatch herausgefordert, das sie verlieren, da die Vampire die Fähigkeit besitzen, sich blitzschnell von einem Ort zum anderen zu bewegen. In der Folge werden die Kerle gefangen genommen. Darkside, der Anführer der Vampire, verführt Vanessa und überzeugt sie davon, Leon zu vergessen und wie er zu einem Vampir zu werden. Die anderen Kerle versuchen zu fliehen und es gelingt ihnen nur knapp durch die Hilfe des Kapuzenmannes.
Der Film endet damit, dass Darkside und die beiden Jungvampire Jeckyl und Hyde im Vampirbau zurückbleiben, während die anderen die Freiheit im Sonnenlicht genießen. DWK 5 bietet eine Mischung aus Action, Abenteuer und Fantasy, wobei Fußball eine untergeordnete Rolle spielt. Die Idee, das Fußballspiel in die Luft zu verlagern, und die Kombination von Fußball und Parkour-Bewegungen sind Highlights des Films. Trotz einiger Längen im Mittelteil und teilweise aufgesetztem Dialog über Ewigkeit und Liebe, überzeugt der Film durch seine abgefahrenen Kostüme, die spektakulären Schauplätze und die spannenden Action-Szenen.
DWK 5 ist ein Film, der nicht nur Fans der Reihe begeistert, sondern auch wichtige Botschaften über Freundschaft und Zusammenhalt vermittelt. Mit seiner einzigartigen Mischung aus Genres und der kreativen Umsetzung bleibt DWK 5 ein bemerkenswerter Beitrag zur deutschen Kinder- und Jugendfilmkultur.

### Die Wilden Kerle – Die Legende lebt!
Die Wilden Kerle – Die Legende lebt! (2016) ist der sechste und letzte Teil der beliebten deutschen Kinder- und Jugendfilmreihe Die Wilden Kerle, basierend auf der gleichnamigen Buchreihe von Joachim Masannek, der auch bei diesem Film Regie führte. Der Film stellt eine neue Generation der „Wilden Kerle“ vor, die das Erbe der ursprünglichen Mannschaft antreten.
Die Handlung des Films beginnt mit der Rückkehr von Big M alias der Dicke Michi (Daniel Zillmann) und seiner Fußballmannschaft „Die galaktischen Sieger“. Sie haben einen Pakt mit den alten „Wilden Kerlen“ geschlossen: Wenn sie nach zehn Jahren niemand schlagen kann, gehört das „Wilde Kerle Land“ ihnen, und der Dicke Michi kann es endlich zerstören. Eine neue Gruppe junger Fußballbegeisterter, bestehend aus Leo (Michael Sommerer), seinem Bruder Elias (Aaron Kissiov), Finn (Bennet Meyer), Oskar (Ron Antony Renzenbrink), Matze (Mikke Rasch) und Joshua (Vico Mücke), entdeckt eine mysteriöse Landkarte, die sie zum legendären „Wilde-Kerle-Land“ führt. Sie erfahren von dem Pakt und beschließen, die Herausforderung anzunehmen, um das „Wilde-Kerle-Land“ zu retten.
Der Film folgt den jungen „Wilden Kerlen“ auf ihrem Weg, ein Team zu werden und „die galaktischen Sieger“ zu besiegen. Die Geschichte ist geprägt von Abenteuer, Freundschaft und dem Kampf gegen die Übermacht. Trotz der klaren Trennung von Gut gegen Böse und der einfach gestrickten Charaktere der Gegner, bietet der Film eine unterhaltsame und actionreiche Fortsetzung der Reihe.
Die Wilden Kerle – Die Legende lebt! wurde für das Produzentenduo Ewa Karlström und Andreas Ulmke-Smeaton entwickelt, die eine neue Generation von Fans ansprechen wollten. Der Film wurde in Kirchham in Bayern gedreht und enthält Gastauftritte der Originalbesetzung, darunter Jimi Blue Ochsenknecht und Wilson Gonzalez Ochsenknecht. Trotz gemischter Kritiken, die insbesondere die Ähnlichkeit zum ersten Teil der Reihe bemängelten, bleibt Die Wilden Kerle – Die Legende lebt! ein wichtiger Teil der deutschen Kinder- und Jugendfilmkultur und bietet Fans der Reihe einen würdigen Abschluss.

## Rezeption und Kritik
Die Kritiken zur Filmreihe Die Wilden Kerle sind gemischt. Einige Kritiker loben die Filme für ihre Fähigkeit, junge Zuschauer zu unterhalten und für ihre lebendige Darstellung von Abenteuer und Freundschaft. Andere hingegen kritisieren die Filme für ihre stereotypen Darstellungen und die oft übertriebene „Coolness“ der Charaktere, die als nicht authentisch empfunden wird.
Ein wiederkehrender Kritikpunkt betrifft die Darstellung von Geschlechterrollen in den Filmen. Insbesondere wird kritisiert, dass Mädchen oft in stereotypen Rollen gezeigt werden, was als problematisch angesehen wird. Diese Kritik spiegelt sich in der Rezension von Die Wilden Kerle auf Filmstarts.de wider, wo angemerkt wird, dass Mädchen im Film als „verblödete Barbies“ dargestellt werden, was ein negatives Bild vermittelt.
Trotz der Kritik gibt es auch viele positive Rückmeldungen, insbesondere von der Zielgruppe der Filme, den Kindern und Jugendlichen. Die Filme werden für ihre spannenden und unterhaltsamen Handlungen gelobt, die oft mit wichtigen Lebenslektionen über Freundschaft, Mut und Teamgeist verbunden sind. Die dynamische und actionreiche Inszenierung der Fußballspiele wird ebenfalls positiv hervorgehoben und trägt zur Beliebtheit der Serie bei.
Von pädagogischer Seite werden die Filme sowohl gelobt als auch kritisiert. Positiv wird angemerkt, dass die Filme wichtige Werte wie Teamarbeit, Fairness und den Glauben an sich selbst vermitteln. Kritiker bemängeln jedoch, dass die Filme zuweilen eine zu einfache Gut-Böse-Rhetorik verwenden und nicht immer realistische Lösungen für Konflikte bieten.
Insgesamt hat die Filmreihe Die Wilden Kerle eine deutliche Spaltung in der Rezeption erfahren. Während sie bei einem jungen Publikum sehr beliebt ist und für ihre energiegeladene Darstellung und positiven Botschaften geschätzt wird, gibt es auch ernsthafte Kritik an einigen Aspekten der Darstellung und der Handlung. Die Filme sind ein fester Bestandteil der deutschen Kinder- und Jugendkultur geworden und haben trotz ihrer Mängel eine treue Fangemeinde.

## Einfluss und Weiterführung
Die Filmreihe Die Wilden Kerle hat maßgeblich dazu beigetragen, Fußball und Sport im Allgemeinen unter Kindern und Jugendlichen zu popularisieren. Die Darstellung der Fußballliebe und der damit verbundenen Abenteuer hat viele junge Zuschauer inspiriert, selbst aktiv zu werden und Sport als Teil ihres Lebens zu betrachten. Die Serie hat gezeigt, dass Sport mehr als nur körperliche Betätigung ist; es kann auch ein Vehikel für soziale Werte wie Teamgeist, Fairness und Solidarität sein.
Die Filme haben stets die Bedeutung von Teamgeist und Zusammenhalt betont. Diese Botschaften wurden nicht nur auf dem Spielfeld, sondern auch in den zwischenmenschlichen Beziehungen der Charaktere vermittelt. „Die Wilden Kerle“ sind mehr als nur eine Fußballmannschaft; sie sind eine eingeschworene Gemeinschaft, die gemeinsam Herausforderungen meistert. Diese Darstellung hat dazu beigetragen, positive soziale Werte zu fördern und ist besonders für junge Zuschauer eine wichtige Lektion in einer zunehmend individualisierten Gesellschaft.
Die Die Wilden Kerle-Reihe hat auch gezeigt, dass Kinder- und Jugendfilme ein ernstzunehmendes und erfolgreiches Genre innerhalb der deutschen Filmindustrie sein können. Die Filme haben nicht nur kommerziellen Erfolg erzielt, sondern auch die Tür für weitere Produktionen in diesem Segment geöffnet. Sie haben Standards gesetzt in Bezug auf Produktion, Marketing und Merchandising, die nachfolgende Kinderfilme beeinflusst haben.
Die Filme haben eine Generation von Kindern geprägt, die nun erwachsen sind und diese Filme möglicherweise ihren eigenen Kindern zeigen werden. Die Serie hat auch gezeigt, dass Kinder- und Jugendmedien nicht nur unterhalten, sondern auch lehren und inspirieren können. Die Wilden Kerle haben eine Kultur des Fußballspielens und der Abenteuerlust gefördert, die weit über die Leinwand hinausgeht.
Insgesamt hat die Filmreihe Die Wilden Kerle nicht nur die Landschaft des deutschen Kinderkinos verändert, sondern auch einen bleibenden Einfluss auf seine Zuschauer und die Kultur im Allgemeinen. Die Filme haben gezeigt, wie Unterhaltung als Medium zur Förderung von Gesundheit, sozialen Werten und Gemeinschaftssinn dienen kann.

## Filme
| Film                                 | Veröffentlichungsdatum | Regie            | Drehbuch         | Produktion                              |
| ------------------------------------ | ---------------------- | ---------------- | ---------------- | --------------------------------------- |
| Die Wilden Kerle                     | 2.10.2003              | Joachim Masannek | Joachim Masannek | Ewa Karlström und Andreas Ulmke-Smeaton |
| Die Wilden Kerle 2                   | 17.2.2005              | Joachim Masannek | Joachim Masannek | Ewa Karlström und Andreas Ulmke-Smeaton |
| Die Wilden Kerle 3                   | 1.3.2006               | Joachim Masannek | Joachim Masannek | Ewa Karlström und Andreas Ulmke-Smeaton |
| DWK 4                                | 1.2.2007               | Joachim Masannek | Joachim Masannek | Ewa Karlström und Andreas Ulmke-Smeaton |
| DWK 5                                | 21.2.2008              | Joachim Masannek | Joachim Masannek | Ewa Karlström und Andreas Ulmke-Smeaton |
| Die Wilden Kerle – Die Legende lebt! | 11.2.2016              | Joachim Masannek | Joachim Masannek | Ewa Karlström und Andreas Ulmke-Smeaton |

## Darsteller
| Figur                     | Originalreihe                | Originalreihe                | Originalreihe                | Originalreihe                | Originalreihe          | Originalreihe                        |
|                           | Die Wilden Kerle             | Die Wilden Kerle 2           | Die Wilden Kerle 3           | DWK 4                        | DWK 5                  | Die Wilden Kerle – Die Legende lebt! |
| Die Wilden Kerle          |                              |                              |                              |                              |                        |                                      |
| ------------------------- | ---------------------------- | ---------------------------- | ---------------------------- | ---------------------------- | ---------------------- | ------------------------------------ |
| Leon                      | Jimi Blue Ochsenknecht       | Jimi Blue Ochsenknecht       | Jimi Blue Ochsenknecht       | Jimi Blue Ochsenknecht       | Jimi Blue Ochsenknecht | Jimi Blue Ochsenknecht               |
| Vanessa                   | Sarah Kim Gries              | Sarah Kim Gries              | Sarah Kim Gries              | Sarah Kim Gries              | Sarah Kim Gries        | Sarah Kim Gries                      |
| Maxi                      | Marlon Wessel                | Marlon Wessel                | Marlon Wessel                | Marlon Wessel                | Marlon Wessel          | Marlon Wessel                        |
| Markus                    | Leon Wessel-Masannek         | Leon Wessel-Masannek         | Leon Wessel-Masannek         | Leon Wessel-Masannek         | Leon Wessel-Masannek   | Leon Wessel-Masannek                 |
| Raban                     | Raban Bieling                | Raban Bieling                | Raban Bieling                | Raban Bieling                | Raban Bieling          | Raban Bieling                        |
| Joschka                   | Kevin Iannotta               | Kevin Iannotta               | Kevin Iannotta               | Kevin Iannotta               | Kevin Iannotta         | Kevin Iannotta                       |
| Marlon                    | Wilson Gonzalez Ochsenknecht | Wilson Gonzalez Ochsenknecht | Wilson Gonzalez Ochsenknecht | Wilson Gonzalez Ochsenknecht |                        | W. G. Ochsenknecht                   |
| Juli                      | Jonathan Beck                | Konrad Baumann               | Konrad Baumann               |                              |                        |                                      |
| Fabi                      | Constantin Gastmann          |                              | Constantin Gastmann          |                              |                        |                                      |
| Jojo                      | Filippo Dattola              |                              |                              |                              |                        |                                      |
| Deniz                     |                              | Deniz Sarsilmaz              |                              |                              |                        |                                      |
| Nerv                      |                              |                              | Nick Romeo Reimann           | Nick Romeo Reimann           | Nick Romeo Reimann     |                                      |
| Klette                    |                              |                              |                              | Janina Fautz                 | Janina Fautz           |                                      |
| Horizon                   |                              |                              |                              | Anne Mühlmeier               |                        |                                      |
| Die Wilden Kerle II       |                              |                              |                              |                              |                        |                                      |
| Leo                       |                              |                              |                              |                              |                        | Michael Sommerer                     |
| Elias                     |                              |                              |                              |                              |                        | Aaron Kissiov                        |
| Müller                    |                              |                              |                              |                              |                        | Stella Pepper                        |
| Finn                      |                              |                              |                              |                              |                        | Bennet Meyer                         |
| Oskar                     |                              |                              |                              |                              |                        | Ron Antony Renzenbrink               |
| Joshua                    |                              |                              |                              |                              |                        | Vico Mücke                           |
| Matze                     |                              |                              |                              |                              |                        | Mikke Rasch                          |
| Sonstige                  |                              |                              |                              |                              |                        |                                      |
| Dicker Michi / Big M      | Florian Heppert              | Florian Heppert              |                              |                              |                        | Daniel Zillmann                      |
| Willi                     | Rufus Beck                   |                              |                              |                              |                        | Rufus Beck                           |
| Vater von Maxi            | Uwe Ochsenknecht             | Uwe Ochsenknecht             | Uwe Ochsenknecht             | Uwe Ochsenknecht             |                        |                                      |
| Vater von Leon und Marlon | Tim Wilde                    | Tim Wilde                    |                              |                              |                        |                                      |
| Oma von Vanessa           | Cornelia Froboess            |                              |                              |                              |                        |                                      |
| Obstverkäufer             | Adnan Maral                  |                              |                              |                              |                        |                                      |
| Gonzo Gonzales            |                              | Lennard Bertzbach            |                              |                              |                        |                                      |
| Pickels                   |                              | Daniel Wilms                 |                              |                              |                        |                                      |
| Sexy James                |                              | Juliana Marinho              |                              |                              |                        |                                      |
| Trainer des SV 1906       |                              | Adnan Maral                  |                              |                              |                        |                                      |
| Herr Bübchen              |                              | Rudolf Krause                |                              |                              |                        |                                      |
| Chauffeur                 |                              | Peter Rappenglück            |                              |                              |                        |                                      |
| Mutter von Nerv           |                              |                              | Claudia Michelsen            |                              |                        |                                      |
| Hadschi ben Hadschi       |                              |                              | Adnan Maral                  |                              |                        | Adnan Maral                          |
| Bodyguard                 |                              |                              | Jumbo Schreiner              |                              |                        |                                      |
| Erik                      |                              |                              |                              | David Bode                   |                        |                                      |
| Koyote Karl-Heinz         |                              |                              |                              | Laura Bruckbauer             |                        |                                      |
| Jaromir                   |                              |                              |                              | Tobias Fahlberg              |                        |                                      |
| Der Kapuzenmann           |                              |                              |                              |                              | Philip Gaube           |                                      |
| Mutter von Leo und Elias  |                              |                              |                              |                              |                        | Michelle Monballijn                  |
| Die Biestigen Biester     |                              |                              |                              |                              |                        |                                      |
| Lissi                     |                              |                              | Laura Dickenberger           |                              |                        |                                      |
| Kissi                     |                              |                              | Christina Pfeifer            |                              |                        |                                      |
| Lara-Moon                 |                              |                              | Valeria Kohlmann             |                              |                        |                                      |
| Anna                      |                              |                              | Lena Meckel                  |                              |                        |                                      |
| Yvette                    |                              |                              | Alwine März                  |                              |                        |                                      |
| Ayscha                    |                              |                              | Nini Tsiklauri               |                              |                        |                                      |
| Sara                      |                              |                              | Leonie Kienzle               |                              |                        |                                      |
| Fli-Fla                   |                              |                              | Zoë Mannhardt                |                              |                        |                                      |
| Vampire                   |                              |                              |                              |                              |                        |                                      |
| Darkside                  |                              |                              |                              |                              | Marvin Unger           |                                      |
| Blossom                   |                              |                              |                              |                              | Paula Schramm          |                                      |
| Düsentrieb                |                              |                              |                              |                              | Sarah Horváth          |                                      |
| Marry                     |                              |                              |                              |                              | Ella-Maria Gollmer     |                                      |
| Jeckyl                    |                              |                              |                              |                              | Sandro Iannotta        |                                      |
| Hyde                      |                              |                              |                              |                              | Bruno Schubert         |                                      |
| Terry                     |                              |                              |                              |                              | Nathalie Kutschera     |                                      |
| Die Galaktischen Sieger   |                              |                              |                              |                              |                        |                                      |
| Böser Ronald              |                              |                              |                              |                              |                        | Mats Lehmann                         |
| Amboss                    |                              |                              |                              |                              |                        | Romé Weimar                          |
| Former                    |                              |                              |                              |                              |                        | Emre Akgün                           |
| Killer                    |                              |                              |                              |                              |                        | Liam Barakat                         |
| Rambock                   |                              |                              |                              |                              |                        | Nomi Kaisar                          |
| Schleifer                 |                              |                              |                              |                              |                        | Till Schindler                       |
| Trans                     |                              |                              |                              |                              |                        | Simon Obermeier                      |

## Kritische
| Film                                 | Imdb |
| ------------------------------------ | ---- |
| Die Wilden Kerle                     | 4.9  |
| Die Wilden Kerle 2                   | 4.3  |
| Die Wilden Kerle 3                   | 3.9  |
| DWK 4                                | 3.6  |
| DWK 5                                | 3.6  |
| Die Wilden Kerle – Die Legende lebt! | 3.9  |